# 인터내셔널 페이스타
인터내셔널 페이스타(영어: International Paystar)는 미국의 나비스타 인터내셔널 사가 생산하는 대형 트럭이다. 1972년부터 생산된 트럭으로 디젤 엔진의 경우 맥스포스에서 제조하는 디젤 엔진을 사용하고 있다.

## 사진

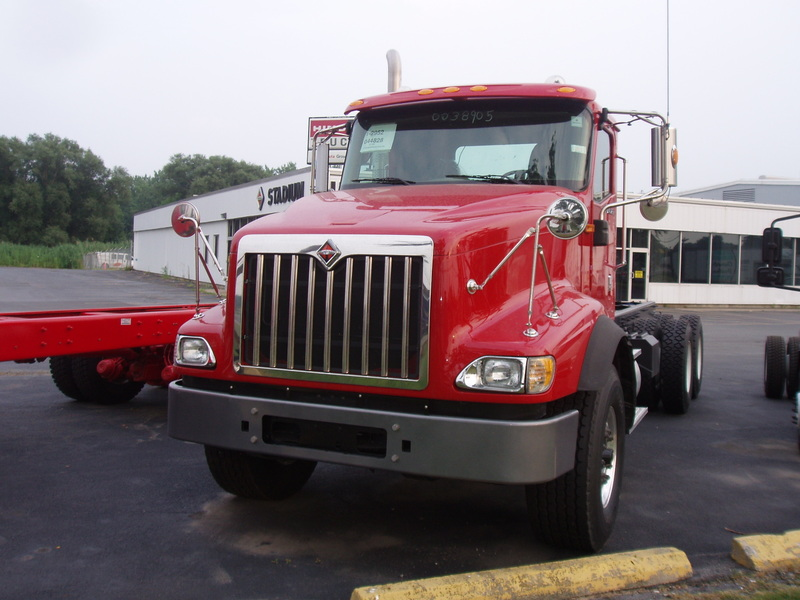
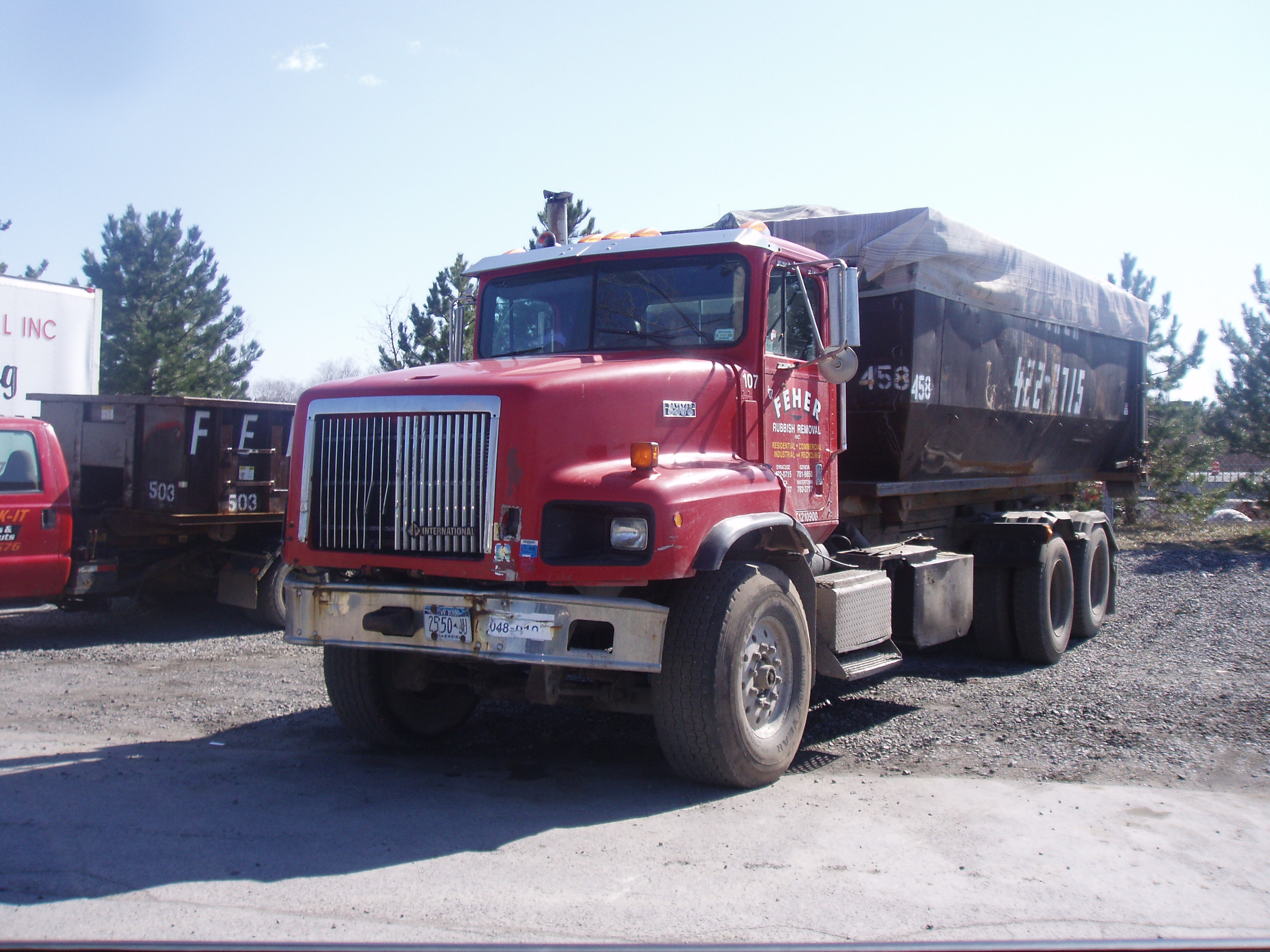
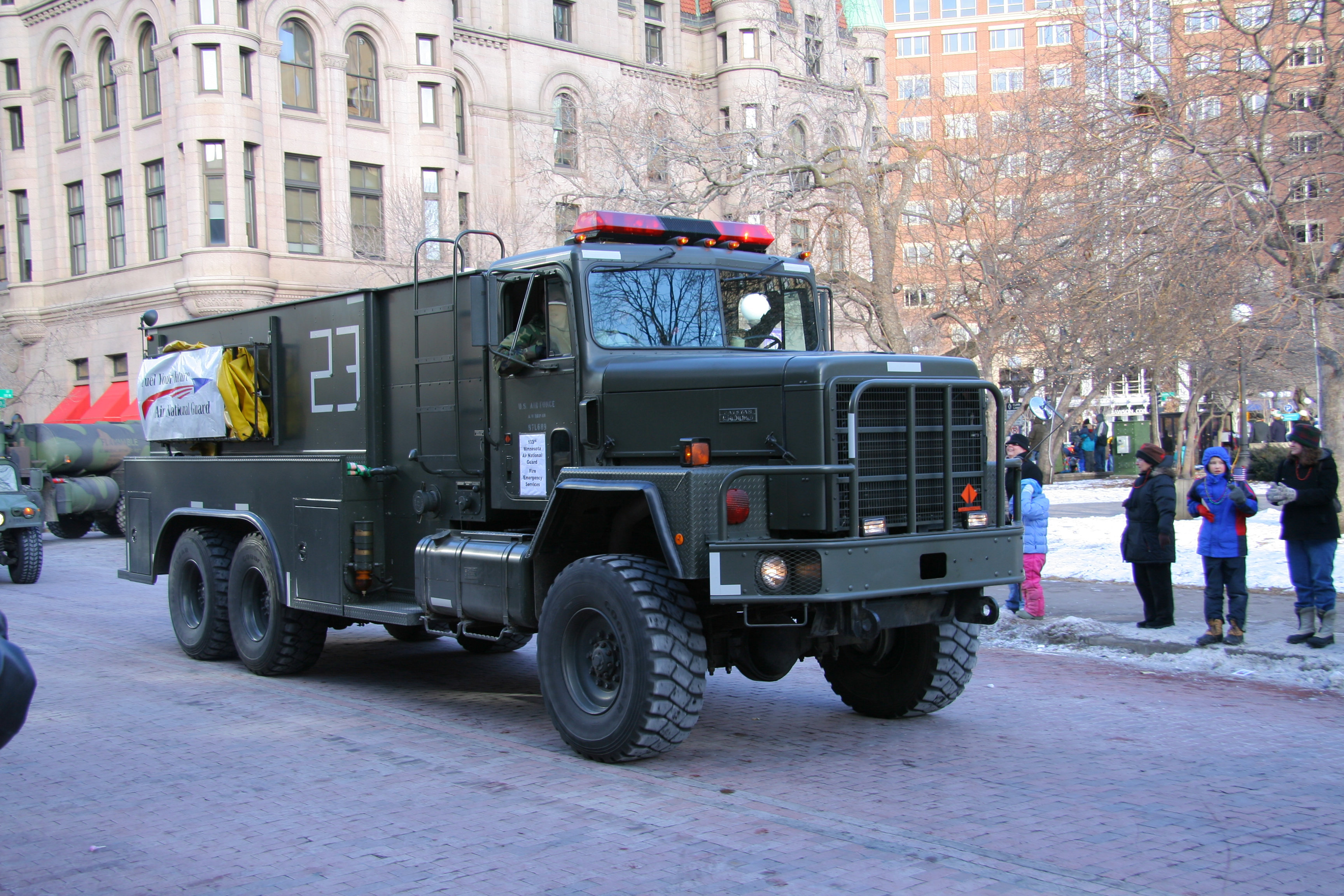

## 모델
- 5500
- 5600
- 5900 SFA
- 5900 SBA